# Mermessus fradeorum
Mermessus fradeorum är en spindelart som först beskrevs av Lucien Berland 1932.  Mermessus fradeorum ingår i släktet Mermessus och familjen täckvävarspindlar. Inga underarter finns listade i Catalogue of Life.